# Messina Chasmata
Messina Chasmata è un imponente insieme di canyon situato sulla superficie di Titania, il maggiore dei satelliti di Urano, che si estende per quasi 1500 km (su 5000 totali di circonferenza della luna) raggiungendo una massima separazione di 75 km in larghezza.
Si ritiene che Messina Chasmata sia una delle formazioni più recenti di Titania poiché attraversa spezzandolo in due il cratere Ursula.
La formazione deve il suo nome, regolato dall'Unione Astronomica Internazionale, all'omonima città siciliana, luogo d'ambientazione della commedia shakespeariana Molto rumore per nulla.